# Argyphia arcifera
Argyphia arcifera är en fjärilsart som beskrevs av Paul Mabille 1881. Argyphia arcifera ingår i släktet Argyphia och familjen nattflyn. Inga underarter finns listade i Catalogue of Life.